# Listă de ziare din Statele Unite ale Americii
Aceasta este o listă de ziare din Statele Unite ale Americii, cu tirajul în perioada octombrie 2007 - martie 2008:
| Nr | Nume                    | Tiraj zilnic. | Tiraj duminică. | Proprietar                  | Premii Pulitzer |
| -- | ----------------------- | ------------- | --------------- | --------------------------- | --------------- |
| 1  | USA Today               | 2.284.219     | -               | Gannett Company             | -               |
| 2  | The Wall Street Journal | 2.069.463     | -               | Dow Jones & Company         | 33              |
| 3  | The New York Times      | 1.077.256     | 1.476.400       | The New York Times Company  | 98              |
| 4  | Los Angeles Times       | 773.884       | 1.101.981       | Tribune Company             | 38              |
| 5  | New York Daily News     | 703.137       | 704.157         | Mortimer Zuckerman          | 10              |
| 6  | New York Post           | 702.488       | 401.315         | News Corporation            | -               |
| 7  | The Washington Post     | 673.180       | 890.163         | The Washington Post Company | 47              |
| 8  | Chicago Tribune         | 541.663       | 898.703         | Tribune Company             | 25              |
| 9  | Houston Chronicle       | 494.131       | 632.797         | Hearst Corporation          | -               |
| 10 | Arizona Republic        | 413.332       | 515.523         | Gannett Company             | -               |
| 11 | Newsday                 | 379.613       | 441.728         | Tribune Company             | -               |

Din top 100 al ziarelor după tiraj, mai fac parte, în această ordine:
- San Francisco Chronicle
- Dallas Morning News
- The Boston Globe
- The Star-Ledger
- Philadelphia Inquirer
- The Plain Dealer
- The Atlanta Journal-Constitution
- Star-Tribune
- St. Petersburg Times
- The Chicago Sun-Times
- Detroit Free Press
- The Oregonian
- The San Diego Union Tribune
- The Sacramento Bee
- The Indianapolis Star
- St. Louis Post-Dispatch
- The Kansas City Star
- The Orange County (CA) Register
- The Miami Herald
- San Jose Mercury News
- The Sun - Baltimore, MD
- The Orlando Sentinel
- San Antonio Express-News
- The Rocky Mountain News
- The Denver Post
- The Seattle Times
- Tampa Tribune
- South Florida Sun-Sentinel
- Milwaukee Journal Sentinel
- The Courier-Journal
- Pittsburgh Post-Gazette
- The Cincinnati Enquirer
- The Charlotte Observer
- Fort Worth Star-Telegram
- The Oklahoman
- The Columbus Dispatch
- St. Paul Pioneer-Press
- The Detroit News
- Contra Costa (CA) Times
- The Boston Herald
- Arkansas Democrat-Gazette
- New Orleans Times-Picayune
- Omaha World-Herald
- The Bufalo News
- The News & Observer
- Richmond Times-Dispatch
- The Virginian Pilot
- Las Vegas Review-Journal
- Austin American-Statesman
- The Hartford Courant
- The Palm Beach Post
- The Press-Enterprise
- The Record
- Investor’s Business Daily
- The Tennessean
- Tribune-Review
- The Fresno Bee
- The Commercial Appeal
- Democrat & Chronicle
- The Florida Times-Union
- Daily Herald - Arlington Heights, IL
- Asbury Park Press
- The Birmingham News
- The Honolulu Advertiser
- The Providence Journal
- The Des Moines Register
- The Los Angeles Daily News
- Seattle Post-Intelligencer
- The Grand Rapids Press
- The Salt Lake Tribune
- The Akron Beacon Journal
- The Blade
- The Knoxville News-Sentinel
- Dayton Daily News
- Sarasota Herald-Tribune
- La Opinion
- Arizona Daily Star
- Tulsa World
- The News Tribune
- The News Journal
- Post-Standard
- Lexington (KY) Herald-Leader
- Morning Call
- Journal News
- Philadelphia Daily News
- Albuquerque Journal
- The State
- The Post and Courier
- The Daytona Beach News-Journal

Tirajul ziarelor din Statele Unite ale Americii este verificat de organizațiile Audit Bureau of Circulations și BPA Worldwide.